# Marie-Eugenie Milleret de Brou
Marie-Eugénie de Jésus, R.A., rodným jménem Anne-Eugénie Milleret de Brou (25. srpna 1817, Mety – 10. března 1898, Quartier d'Auteuil) byla francouzská římskokatolická řeholnice, zakladatelka a členka kongregace Sester od Nanebevzetí. Katolická církev ji uctívá jako světici.

## Život

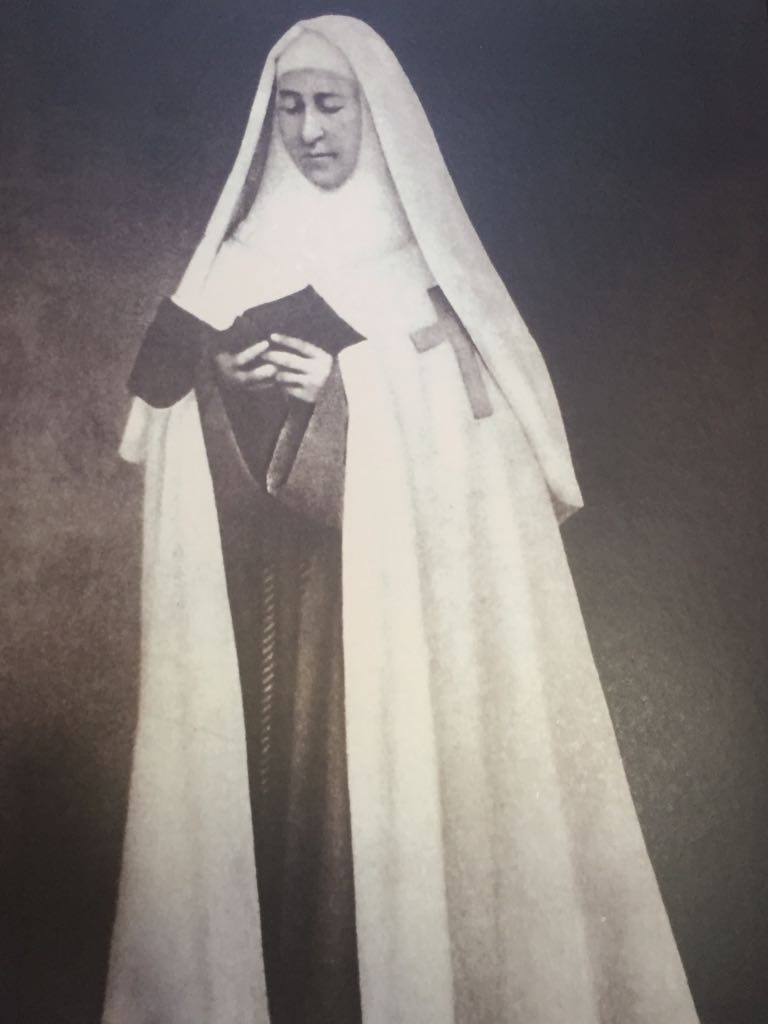
Fotografie

Narodila se dne 25. srpna 1817 v obci Mety jako jedno z pěti dětí (tři chlapci a dvě dívky) Jacquesu Milleretovi a Eleonore-Eugénie de Brou. Pokřtěna byla 5. října téhož roku. Roku 1822 jí zemřel její bratr Charles a roku 1823 sestra Alžběta. Měla ještě dva starší bratry Eugena a Louise. Vyrůstala na zámku na předměstí Priesch severně od Paříže. Když jí bylo 13 let, přišel její otec o všechny finance a rodinný majetek. Roku 1830 se její rodiče rozešli a z finančních důvodů se s matkou přestěhovala do Paříže, zatímco její bratr Louis zůstal u otce. Věnovala se péči a návštěvám chudých rodin. Dne 25. prosince 1829 přijala své první svaté přijímání, což pro ni bylo hlubokým duchovním okamžikem. Po smrti své matky na choleru v roce 1832 se u ní prohlubovala zbožnost a začala uvažovat o řeholním životě.
Během postní doby v roce 1836 si v katedrále Notre Dame poslechla sérii přednášek, které pronesl známý dominikánský kazatel Henri Lacordaire. Roku 1837 oznámila rodičům své rozhodnutí stát se řeholnicí.
Dne 15. srpna 1838 vstoupila do noviciátu u sester Navštívení v Dauphiné. Na radu Théodore Combalota, u kterého se zpovídala se rozhodla založit novou ženskou řeholní kongregaci.
Kongregaci Sester od Nanebevzetí založila spolu s několika společnicemi dne 30. dubna 1839. Kongregace měla zpočátku zázemí v malém bytě v Paříži. Do kongregace také sama vstoupila a v březnu roku 1841 byla zvolena její generální přestavenou, kterou byla do roku 1894, kdy se funkce vzdala ze zdravotních důvodů. Dne 14. srpna 1841 složila své první řeholní sliby a poté 25. prosince 1844 složila doživotní řeholní sliby.
V květnu roku 1866 se vydala na pouť do Říma, kde navštívila hrob sv. Petra v jemu zasvěcené bazilice, katakomby a další římské kostely a poté se zúčastnila mše svaté v místnosti, kde zemřel sv. Ignác z Loyoly. 31. května zde měla soukromou audienci u papeže bl. Pia IX. Roku 1888 znovu odcestovala do Říma, kde 11. dubna podepsal papež Lev XIII. za její přítomnosti dekret o schválení její kongregace.
V roce 1893 se v Římě znovu setkala s papežem Lvem XIII. Roku 1894 navštívila Janov, Madrid a San Sebastián. V březnu roku 1895 absolvovala další cesty.
V říjnu roku 1897 utrpěla malou mrtvici, která jí způsobila zpomalení řeči. Její nohy začaly křehnout, díky čemuž pro ni byla chůze čím dál obtížnější. Dne 13. února 1888 přijala svátost nemocných. Zemřela dne 10. března 1898 ve čtvrti Quartier d'Auteuil v Paříži poté, co 9. března přijala viaticum. 12. března předsedal kardinál Benoît-Marie Langénieux jejímu pohřbu. Její ostatky jsou uchovávány v kapli mateřského domu jí založené kongregace v Rue de l'Assomption v 16. pařížském obvodu.

## Úcta
Její beatifikační proces započal dne 17. dubna 1940, čímž obdržela titul služebnice Boží. Dne 21. června 1961 ji papež sv. Jan XXIII. podepsáním dekretu o jejích hrdinských ctnostech prohlásil za ctihodnou. Dne 1. března 1974 byl uznán první zázrak na její přímluvu, potřebný pro její blahořečení.
Blahořečena pak byla dne 9. února 1975 na Svatopetrském náměstí papežem sv. Pavlem VI. Dne 16. prosince 2006 byl uznán druhý zázrak na její přímluvu, potřebný pro její svatořečení. Svatořečena pak byla dne 3. června 2007 na Svatopetrském náměstí papežem Benediktem XVI.
Její památka je připomínána 10. března. Bývá zobrazována v řeholním oděvu. Je patronkou jí založené kongregace.